# Maszków (województwo małopolskie)
Maszków – wieś w Polsce położona w województwie małopolskim, w powiecie krakowskim, w gminie Iwanowice.
Wieś położona w końcu XVI wieku w powiecie proszowskim województwa krakowskiego była własnością klasztoru klarysek w Krakowie. W latach 1975–1998 miejscowość administracyjnie należała do województwa krakowskiego.

Integralne części miejscowości: Kamieniec, Kolonia, Kopanina, Ogrodzonka, Podskale, Stara Wieś.
W budynku dawnej szkoły podstawowej funkcjonuje obecnie wiejski ośrodek zdrowia. Na frontowej ścianie budynku umieszczona jest tablica pamiątkowa ku czci pomordowanych przez hitlerowców: Feliksa Harmaja, Jana Harmaja, Tadeusza Kopcia, Franciszka Madeja – mieszkańców gminy Iwanowice – w katowni gestapo w Krakowie przy ulicy Pomorskiej 2, dnia 11 września 1944 roku. Tablica została umieszczona w 41. rocznicę zwycięstwa nad faszyzmem.
We wsi krzyż przydrożny z rzeźbami ludowymi, z XIX wieku.

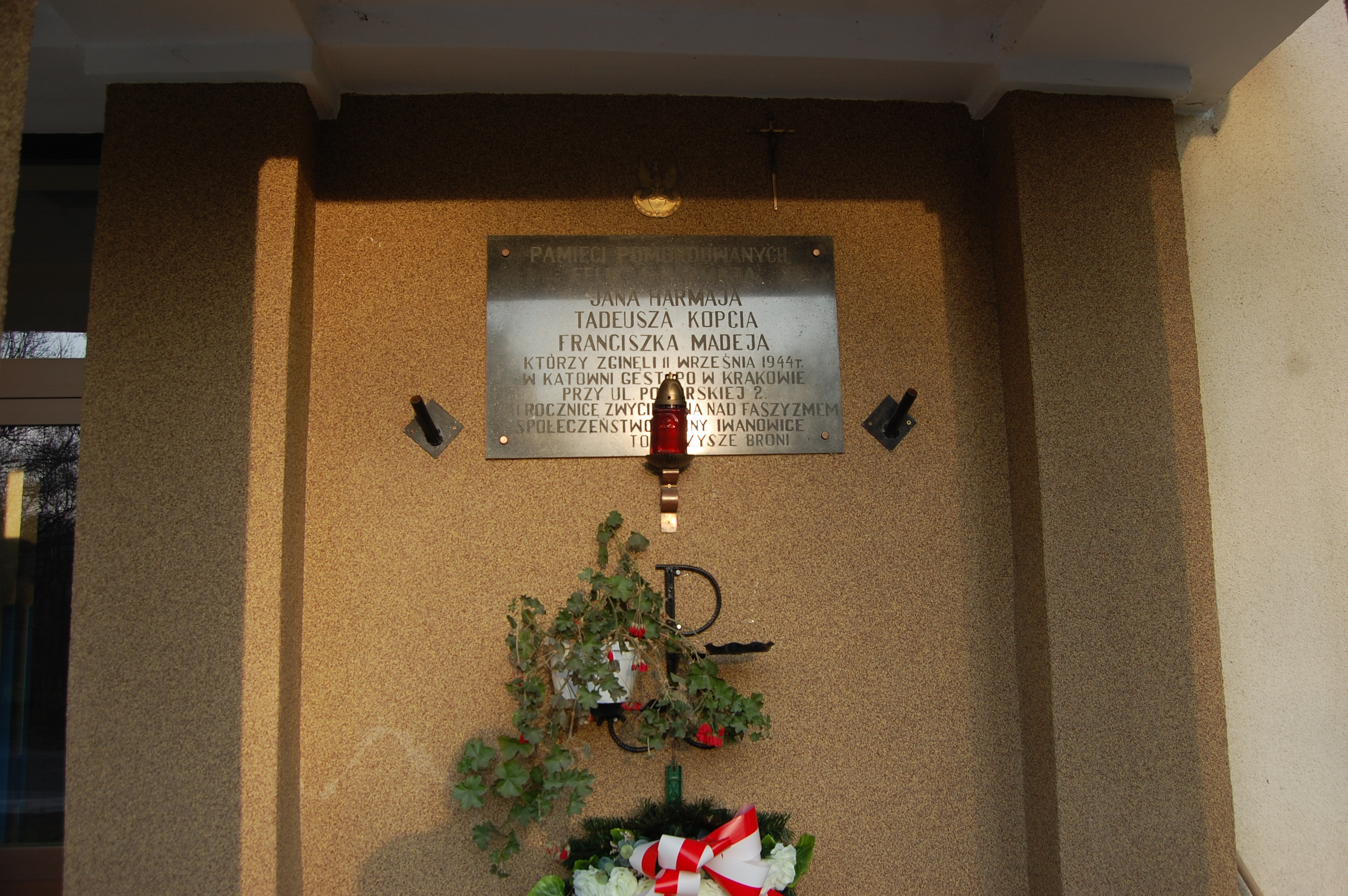
Tablica upamiętniająca pomordowanych
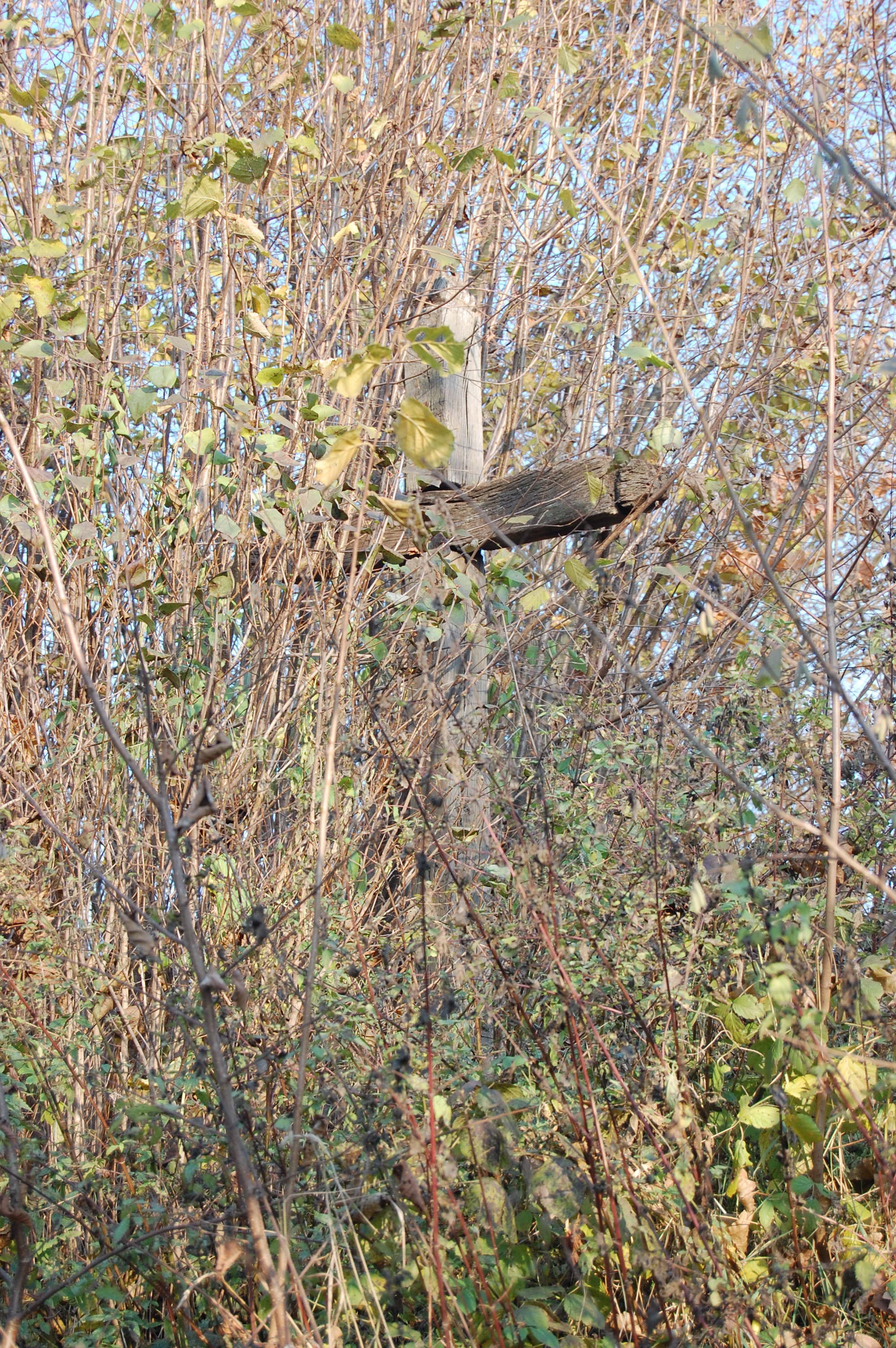
Przydrożny drewniany krzyż w Maszkowie

## Przyroda

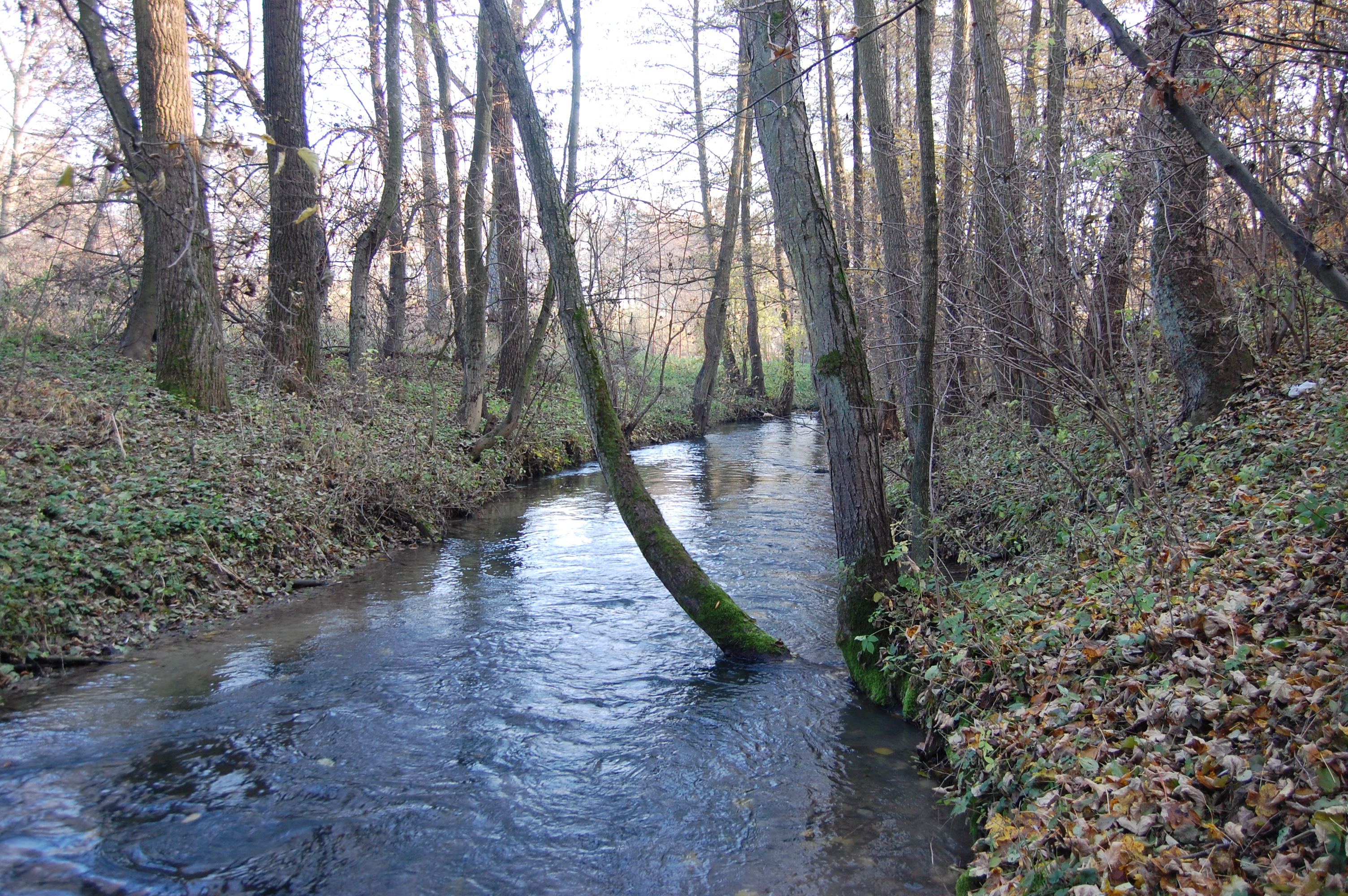
Przełom rzeki Dłubni w Maszkowie

Wieś Maszków znajduje się na terenie przełomu rzeki Dłubni. Pionowe wapienne ściany ciągnące się przez kilkaset metrów przypominają, że wkraczamy na teren jury. Rzeka ta w jej centralnym odcinku, stanowi granicę między Wyżyną Miechowską a Jurą Krakowsko-Częstochowską.
Zobacz też: Maszków, Maszkowo